# Campionato Internazionale 1935-1936
La stagione 1935-1936 è stato il ventiseiesimo Campionato Internazionale, e ha visto campione il Zürcher Schlittschuh Club.

## Gruppi

### Gruppo Est

#### Classifica
| Posizione | Squadra    | G | V | N | P | GF | GF | DR | Punti | Osservazioni            |
| --------- | ---------- | - | - | - | - | -- | -- | -- | ----- | ----------------------- |
| 1.        | Davos      | 4 | 4 | 0 | 0 |    |    |    | 8     | Qualificato alla finale |
| 2.        | St. Moritz | 4 | 1 | 0 | 3 |    |    |    | 2     |                         |
| 3.        | Arosa      | 4 | 1 | 0 | 3 |    |    |    | 2     |                         |

### Gruppo Centrale 1

#### Classifica
| Posizione | Squadra            | G | V | N | P | GF | GF | DR | Punti | Osservazioni            |
| --------- | ------------------ | - | - | - | - | -- | -- | -- | ----- | ----------------------- |
| 1.        | Zürcher SC         | 4 | 3 | 0 | 1 |    |    |    | 6     | Qualificato alla finale |
| 2.        | Grasshopper Zürich | 4 | 2 | 0 | 2 |    |    |    | 4     |                         |
| 3.        | NEHC Basel         | 4 | 1 | 0 | 3 |    |    |    | 2     |                         |

### Gruppo Centrale 2

#### Classifica
| Posizione | Squadra                 | G | V | N | P | GF | GF | DR | Punti | Osservazioni            |
| --------- | ----------------------- | - | - | - | - | -- | -- | -- | ----- | ----------------------- |
| 1.        | Akademischer EHC Zürich | 2 | 1 | 0 | 1 |    |    |    | 2     | Spareggio per la finale |
| 2.        | Berna                   | 2 | 1 | 0 | 1 |    |    |    | 2     | Spareggio per la finale |

#### Spareggio vincitore Gruppo Centrale 2
|  | Akademischer EHC Zürich | 2 – 1 referto | Berna |  |

### Gruppo Ovest

#### Classifica
| Posizione | Squadra       | G | V | N | P | GF | GF | DR | Punti | Osservazioni            |
| --------- | ------------- | - | - | - | - | -- | -- | -- | ----- | ----------------------- |
| 1.        | Château-d'Œx  | 1 | 1 | 0 | 0 |    |    |    | 2     | Qualificato alla finale |
| 2.        | Star Lausanne | 1 | 0 | 0 | 1 |    |    |    | 2     |                         |

## Fase finale

### Semifinali
|  | Davos | ? – ? referto | Château-d'Œx |  |

|  | Zürcher SC | 2 – 1 referto | Akademischer EHC Zürich |  |

### Finale
|  | Zürcher SC | 1 – 0 (d.t.s.) referto | Davos |  |

## Verdetti
| Campionato Internazionale 1935-1936 | Campionato Internazionale 1935-1936 |
| ----------------------------------- | ----------------------------------- |
| Campionato Internazionale           | Zürcher SC                          |

### Roster della squadra vincitrice
| Vincitori del Campionato Internazionale Zürcher SC | Portieri: Difensori: Attaccanti: Heinrich Lohrer Allenatore: |